# Martin nad Žitavou
Martin nad Žitavou (Hongaars: Zsitvaszentmárton) is een Slowaakse gemeente in de regio Nitra, en maakt deel uit van het district Zlaté Moravce.
Martin nad Žitavou telt 528 inwoners.